# Уния европейских демократов
Уния европейских демократов (пол. Unia Europejskich Demokratów, UED) — польская социально-либеральная политическая партия, основанная в 2016 году на базе Демократической партии — demokraci.pl.
Партия с 2019 года входит в состав Польской коалиции.

## История
Датой основания партии принято считать 12 ноября 2016 года, когда в ходе внеочередного съезда Демократической партии — demokraci.pl её структуры были объеденились со объединением «Европейские демократы». Председателем новообразованной партии была избрана Эльжбета Бинчицкая, остающаяся председателем по сей день.
На местных выборах 2018 года кандидаты от УЕД баллотировались в воеводские сеймики по партийным спискам других партий и объединений, к примеру в Силезском воеводстве по спискам Союза демократических левых сил и «Левых вместе», в Свентокшиском воеводстве по спискам Гражданской коалиции, а в Нижнесилезском воеводстве по спискам объединения «С Дудкевичем для Нижней Силезии». В советы гмин и повятов представители Унии европейских демократов баллотировались по спискам Гражданской коалиции, Польской народной партии, СЛДС или региональных избирательных комитетов; УЕД самостоятельно выдвинула только кандидата.
Перед выборами в Европарламент в 2019 году Уния европейских демократов вошла в состав Европейской коалиции. Председатель партии Эльжбета Бинчицкая заняла 9-е место в партийном списке Европейской коалиции в Малопольско-Свентокшиском избирательном округе как член Польской народной партии. Она получила 6540 голосов и не получила мандат.
В конце июня 2019 Уния европейских демократов вошла в состав Польской коалиции.
На парламентских выборах того же года кандидаты от УЕД получили в общей сложности 29 832 голоса (0,16 % от общего числа по стране). Пять членов партии стало депутатами Сейма и один членом Сената.
На президентских выборах 2020 года УЕД вместе с другими партиями-членами Польской коалиции поддержала кандидатуру главы Польской народной партии Владислава Косиняк-Камыша, занявшего в первом туре 5-е место среди всех кандидатов. Во время второго тура партия поддержала Рафала Тшасковского.

## Программа
В идеологии и программе Унии европейских демократов важное место занимают европейские ценности. Состоит в оппозиции к парящей партии «Право и Справедливость».
Партия выступает за отделение церкви от государства, поддержку инвестиций в сельское хозяйство и регистрацию гражданских партнёрств. Выступает против централизации распределения европейских фондов и результатов образовательной реформы 2017 года.